# John Stradling († um 1435)

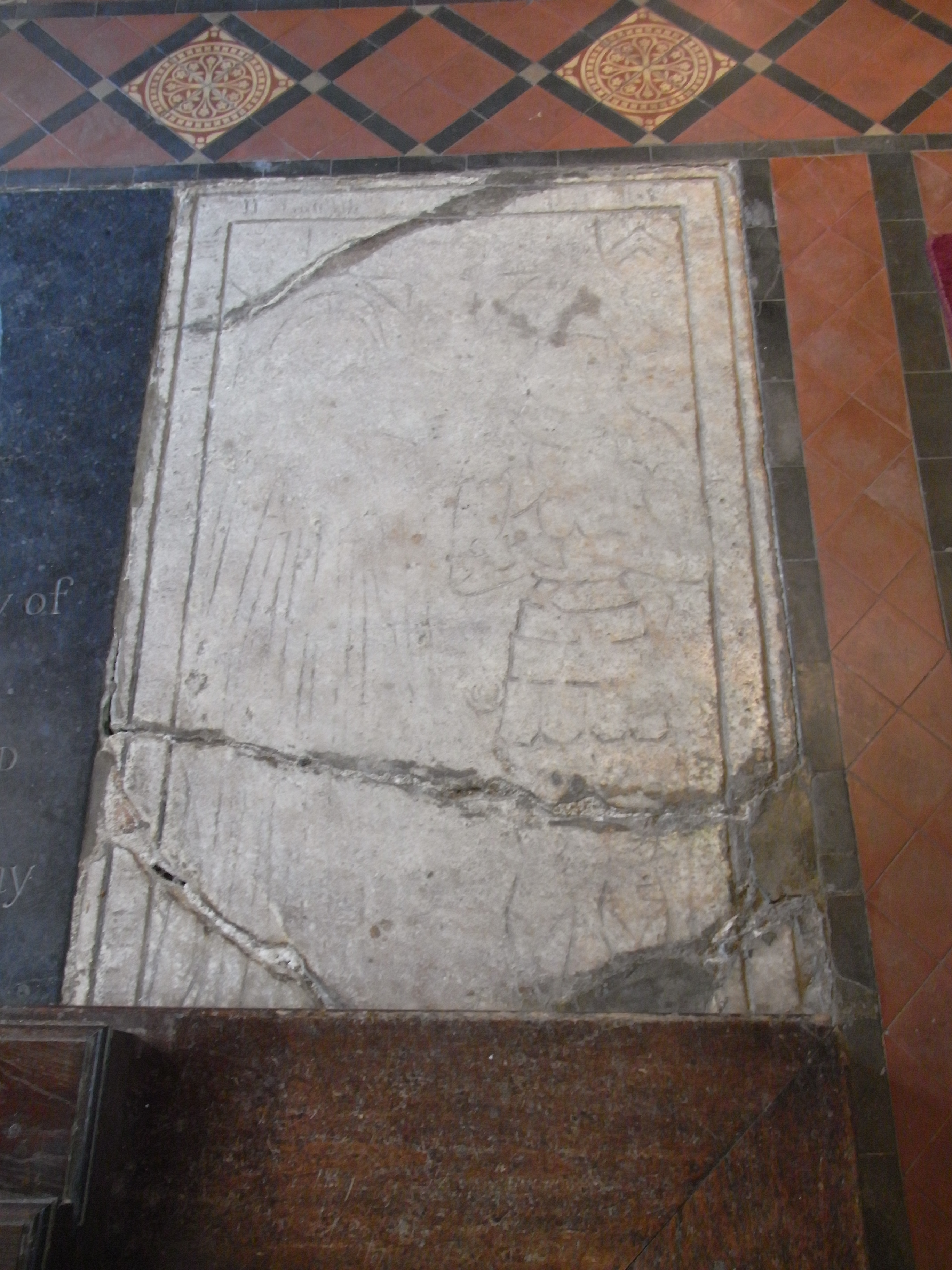
Grabstein von Stradlings Ehefrau Joan und ihres dritten Ehemanns John Dewale in der Pfarrkirche von Dauntsey in Wiltshire

Sir John Stradling († um Januar 1435) war ein englischer Adliger. Er begründete eine Nebenlinie der Familie Stradling in Südwestengland.
John Stradling entstammte der Familie Stradling, einer Familie der Gentry aus Glamorgan. Er war der zweite Sohn von Sir William Stradling und dessen Frau Isabel St Barbe. Sein Vater starb vermutlich vor 1407, worauf sein älterer Bruder Edward Stradling den Großteil der Familienbesitzungen erbte. John heiratete vor Juli 1417 Joan, die Witwe von Maurice Russell († 1416) aus Dorset. Da Russell ein Kronvasall gewesen war, hätte Stradling vor der Heirat die Erlaubnis des Königs einholen müssen, was er aber nicht getan hatte. Daraufhin wurde er 1418 zur Zahlung einer hohen Strafe von 40 Mark verurteilt. Seine Frau war auch die Erbin ihres Bruders Walter Dauntesey und brachte dessen Besitzungen in Wiltshire mit in die Ehe. Dazu besaß seine Frau als ihr lebenslang zustehendes Wittum Ländereien in Wiltshire, Somerset, Dorset und Gloucestershire mit in die Ehe. Von seiner eigenen Familie erhielt John das Gut von Colwinston in der südwalisischen Herrschaft Ogmore, dieses überließ er 1430 seinem jüngeren Bruder William.
1417 gehörte Stradling wie andere walisische Adlige dem Heer von Richard Beauchamp, Lord of Abergavenny an, mit dem dieser während des Hundertjährigen Kriegs nach Nordfrankreich zog. 1423 und 1425 diente Stradling als Sheriff von Glamorgan, dazu stand er offenbar im Dienst der walisischen Diözese Llandaff. Weitere höhere Ämter hatte er offenbar nicht inne. Mit seiner Frau hatte Stradling mindestens einen Sohn, der sein Erbe wurde:
- Edmund Stradling (um 1429–1461) ⚭ Elizabeth Arundell

Nach seinem Tod heiratete Stradlings Frau in dritter Ehe John Dewale. Sie starb um 1455 und wurde neben ihrem dritten Ehemann in der Pfarrkirche St James in Dauntsey begraben. Stradlings Sohn verkaufte um 1452 seine Besitzungen in Glamorgan und konzentrierte sich auf seine Besitzungen in Südwestengland. Er heiratete eine Tochter von Sir Renfrew Arundell und diente von 1452 bis 1453 als Sheriff von Wiltshire.